# 米埔沼澤野生生物教育中心

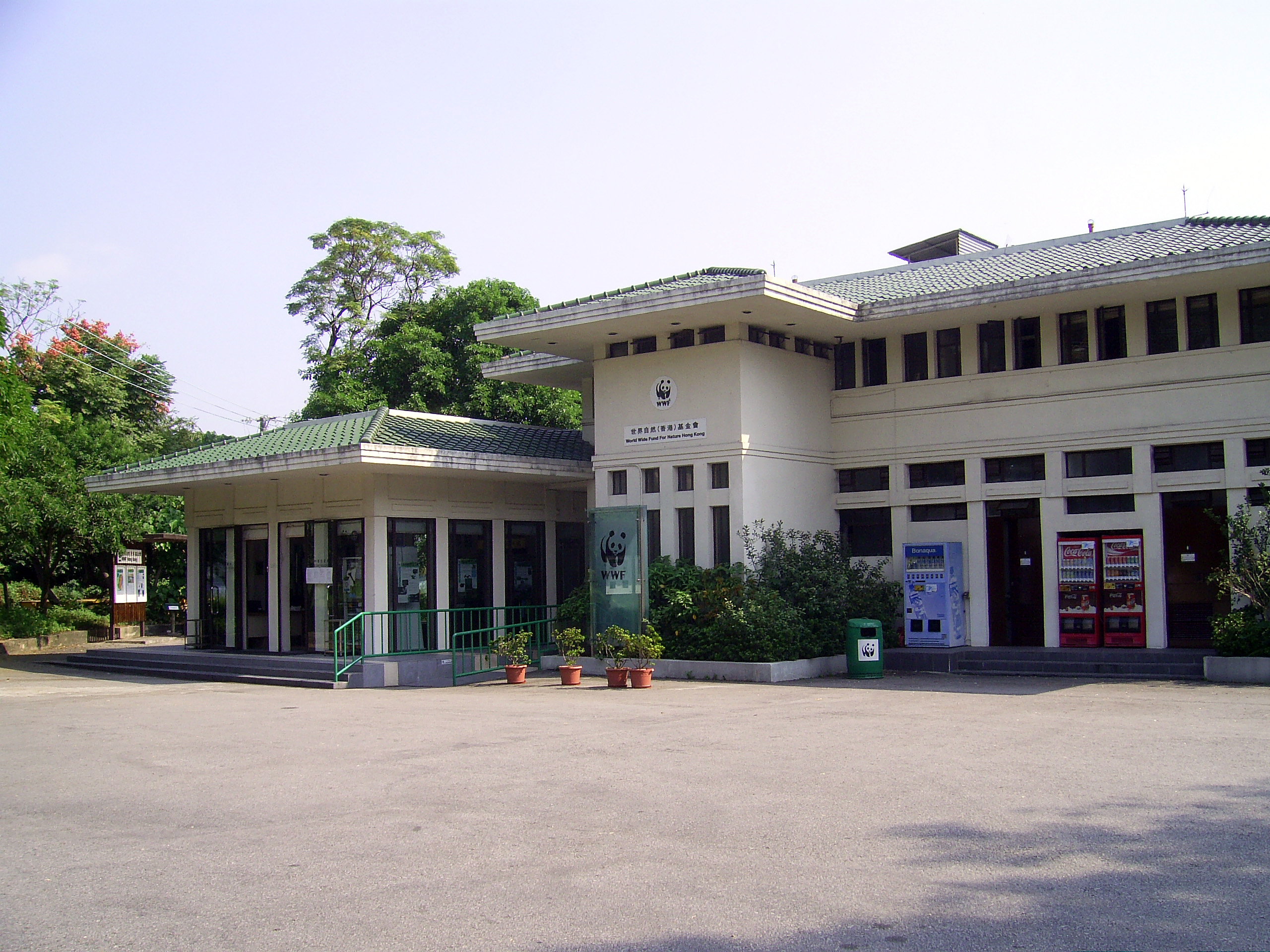
米埔沼澤野生生物訪客中心

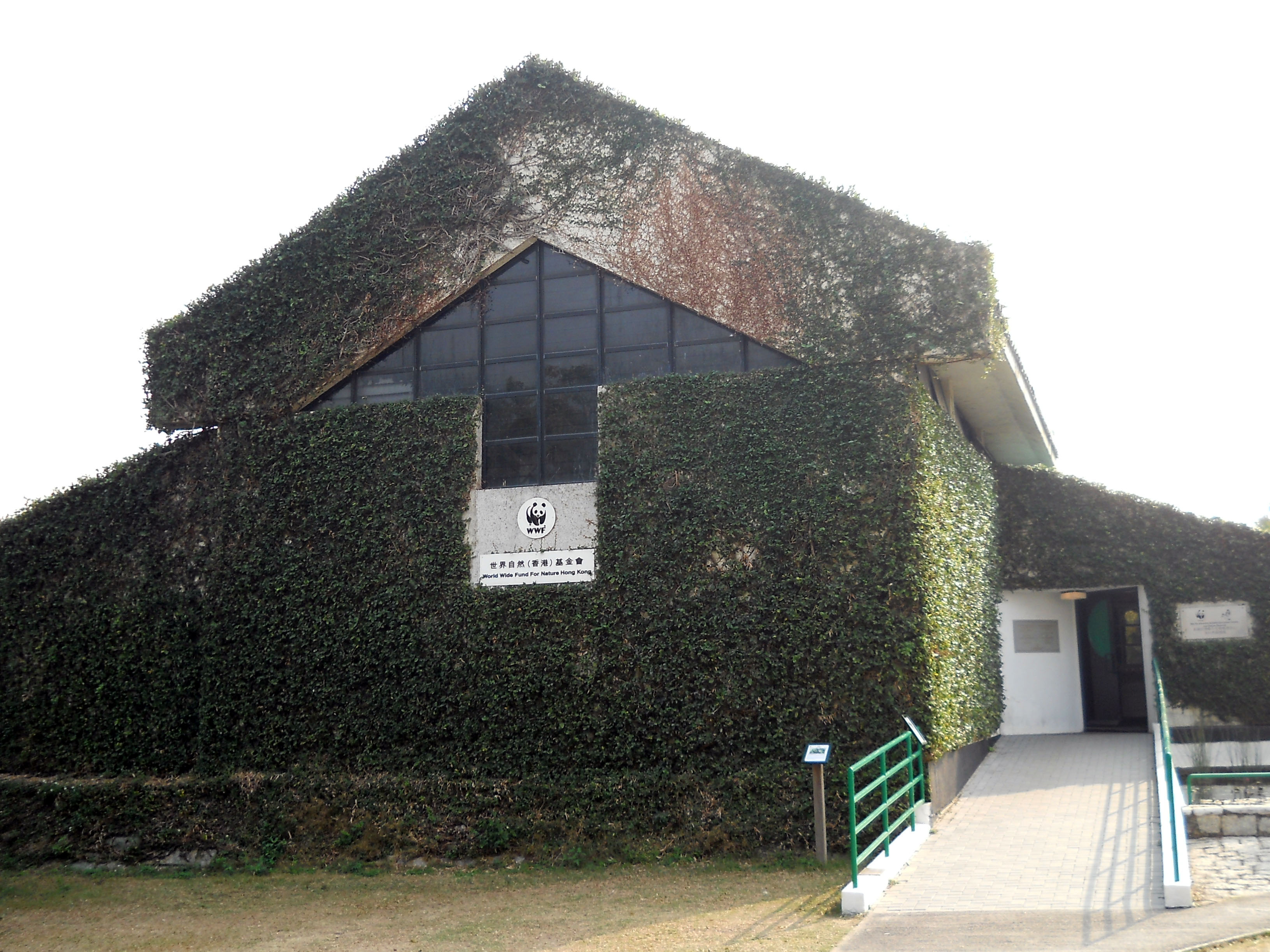
米埔沼澤野生生物教育中心

米埔沼澤野生生物教育中心，位於香港新界米埔，是具有國際重要價值的拉姆薩爾濕地，於1986年落成啟用，設有展覽廳、視聽室及小型實驗室外，陸續地增加設備了觀鳥屋、教育徑、浮橋、教育中心及野外研習中心、介紹基圍運作的基圍博物館及水禽飼養池等。

## 相關參見
- 元洲仔自然環境保護研究中心
- 斯科特野外研習中心
- 賽馬會匯豐世界自然(香港)基金會海下灣海洋生物中心